# Olaf Pedersen (gymnast)
 For alternative betydninger, se Olaf Pedersen. (Se også artikler, som begynder med Olaf Pedersen)
Jens Olaf Thorup Pedersen (født 6. juli 1884 i Stubberup, død 6. april 1972 smst.) var en dansk gymnast, som deltog i OL 1912 i Stockholm.
Pedersen deltog på det danske hold i svensk system ved OL 1912, hvor blot tre hold stillede op på Stockholms Stadion. Holdene kunne bestå af 16-40 gymnaster, og det svenske hold vandt klart med 937,46 point foran Danmark med 898,84 point, mens Norge blev nummer tre med 857,21 point.